# ファンタグラム
ファンタグラム（Phantagram Co., Ltd.、朝鮮語: 판타그램）は、韓国のビデオゲーム開発会社。1994年設立であり、韓国のゲーム産業における第一世代の１つとして認知されている。

## ゲーム
- ウォーリアーブレイド（PC）
- フォーゴトゥン・サガ（PC）
- キングダムアンダーファイア（Xbox）
- NINETY-NINE NIGHTS（Xbox 360）